# 随想录
《随想录》是中国作家巴金的散文集，主要记录作者在文化大革命期间的经历、见闻与感想。分为《随想录》《探索集》《真话集》《病中集》《无题集》五集，第一集1980年出版，至1986年出齐五集，风靡海内外。

## 评价
《随想录》被誉为“力透纸背、情透纸背、热透纸背”，“讲真话的大书”，“继鲁迅之后，我国现代散文史上的又一座高峰。”对于《随想录》中收录的《小狗包弟》一文，济南大学教授段轩如认为该文“看似写物，实是写人，是《随想录》中众多‘忏悔录’式散文中的佳作，作者以娴熟的笔法、巧妙的构思、真率强烈的感情，在批判专制时代黑暗与罪恶的同时，反省自身的弱点，是从觉醒了的现代知识分子心灵中流淌出来的诗篇，既具有震撼人心的思想力度，又具有感人的艺术魅力。”

## 版本
胡景敏认为，《随想录》可分为四个版本系列：通行本、选本、手稿本和译本。 闫笑然认为《随想录》版本可分为“手稿本”（上海文化出版社1998年出版）、“全集本”（人民文学出版社1991年出版）、“三联本”（三联书店1987年出版）、“人文本”（人民出版社单行本）。

## 影响
《随想录》中的《小狗包弟》一文被选为2015年人教版高中语文教科书中的课文。